# Ветренников, Сергей Юрьевич
Сергей Юрьевич Ветренников (укр. Сергій Юрійович Ветренніков; род. 24 марта 1976, Симферополь) — украинский футболист, игравший на позиции защитника.

## Биография
Выступал за «Таврию», симферопольское «Динамо», алчевскую «Сталь», «Металлист» и ФК «Харьков». В высшей лиге провёл 135 матчей, забил 1 мяч. В Первой лиге провёл 109 матчей, забил 4 мяча. Серебряный призёр Первой лиги Украины 2003/04.
С 2008 года выступал за крымский клуб «ИгроСервис» под 21 номером.
После аннексии Крыма Россией принял российское гражданство. В сезоне 2016/17 выступал в любительском чемпионате Крыма за «Скиф-Рубин».
С сезона 2018/19 до 2020 года занимал должность начальника команды «ТСК-Таврии».